# Volley Treviso 2007-2008

## Risultati ottenuti

### In Italia
- Serie A1: perde al primo turno contro la Copra Nordmeccanica Piacenza
- Coppa Italia: perde in semifinale contro la M. Roma Volley
- Supercoppa Italiana: vince in finale contro la M. Roma Volley

### In Europa
- European Champions League: 4º posto nelle Final four